# Samsara (film 2023)
Samsara è un film del 2023 diretto da Lois Patiño.
La pellicola segue il viaggio spirituale di un'anima attraverso il ciclo della morte e della rinascita (saṃsāra), secondo la concezione del buddismo tibetano. 

## Trama
In Laos, un giovane monaco legge il Bardo Thödol (Libro tibetano dei morti) a un'anziana morente, guidandola nel passaggio tra la vita e la morte. 
Dopo una sequenza immersiva in cui lo spettatore è invitato a chiudere gli occhi per vivere un'esperienza sensoriale, la narrazione si sposta a Zanzibar, in Tanzania, dove una comunità di pescatori e coltivatori di alghe vive in armonia con la natura, suggerendo la possibilità di una nuova incarnazione dell'anima.

## Produzione
Samsara è stato girato in 16mm tra il marzo 2022 in Laos e il giugno dello stesso anno a Zanzibar.

## Distribuzione
Il film è stato presentato in anteprima nella sezione Encounters della 73ª edizione della Berlinale nel 2023, dove ha ricevuto il Premio della Giuria. 
In Italia, è stato distribuito da Exit Media Distribuzione a partire dal 23 maggio 2024. 

## Riconoscimenti
- 2023 – Berlinale (sezione Encounters)
  - Premio della Giuria
- 2023 – Thessaloniki Film Festival
  - Miglior film – Film Forward Competition
- 2023 – International Cinephile Society Awards
  - Miglior fotografia a Mauro Herce e Jessica Sarah Rinland
  - Miglior suono a Xabier Erkizia e Luca Rullo